# Porfiria schwarzii
Porfiria schwarzii là một loài thực vật có hoa trong họ Cactaceae. Loài này được (Frić) Crkal miêu tả khoa học đầu tiên năm 1983.